# František Babčan
František Babčan (* 14. prosince 1953) je bývalý slovenský fotbalista, záložník. Žije v Topoľčanech.

## Fotbalová kariéra
V československé lize hrál za AC Nitra. Nastoupil ve 43 ligových utkáních. Dal 3 ligové góly. Později hrál i za Slovan Duslo Šaľa a Topoľčany.

## Ligová bilance
| Ročník                                   | Zápasy | Góly | Klub  |          |
| ---------------------------------------- | ------ | ---- | ----- | -------- |
| 1. československá fotbalová liga 1972/73 | 3      | 0    | 69    | AC Nitra |
| 1. československá fotbalová liga 1973/74 | 12     | 2    | 669   | AC Nitra |
| 1. československá fotbalová liga 1974/75 | 23     | 1    | 1 656 | AC Nitra |
| CELKEM                                   | 38     | 3    | 2 394 |          |